# Škofija Celje
Škofija Celje je ena izmed šestih slovenskih škofij in ena izmed štirih slovenskih sufraganskih škofij. Njen sedež je v Stolnici svetega Danijela v Celju.
Kot sufraganska škofija skupaj z Nadškofijo Maribor in Škofijo Murska Sobota tvori Metropolijo Maribor.
Celjski škof je Maksimilijan Matjaž.

## Zgodovina
O prvotni antični škofiji v Claudiji Celeji je ohranjenih bolj malo podatkov. V 3. stoletju je v mestu deloval škof sveti Maksimilijan Celjski, ki je umrl mučeniške smrti. Že v 6. in 7. stoletju je bila škofija podrejena Oglejskemu patriarhatu. Iz tega obdobja sta znani imeni dveh škofov: Gavdencij, ki je živel v 6. stoletju in čigar ime se je ohranilo na napisu, najdenem v bližini današnjega mesta, in pa Janez, ki se je udeležil sinode v Gradežu leta 579 in sinode v Maranu leta 589 ali 590 ter se zapletel v tako imenovani spor treh poglavij. Škofija je bila zatrta ob vdoru Avarov.

### Oglejski patriarhi in Savinjski arhidiakoni
Oglejski patriarhi so obsežno ozemlje južno od Drave cerkvenoupravno vodili preko svojih namestnikov, arhidiakonov, na mesto savinjskih arhidiakonov so zlasti v drugi polovici 13. in v dobršnem delu 14. stoletja naslavljali duhovnike iz svojega kroga, predvsem Italijane in Furlane. Nasledniki patriarha Bertolda Andeškega so komaj kdaj obiskali svoje slovensko govoreče vernike, temveč so za izvrševanje cerkvenih opravil, za katere je potrebno škofovsko posvečenje, navadno imenovali škofe vikarje, ki so v njihovem imenu obiskovali župnije, opravljali vizitacije, nadzirali duhovništvo in sklicevali sinode, pa tudi birmovali, posvečevali duhovnike, blagoslavljali cerkve, oltarje, zvonove.
Potem, ko so med leti 1418–1420 Benečani zasedli Furlanijo, so se na sedežu patriarhata vrstili možje iz beneških patricijskih rodbin, ki pa skorajda niso več prihajali na slovensko stran. Patriarhat je bil namreč zatem razdeljen na dva dela: zahodni – furlanski del je spadal pod Beneško republiko, vzhodni – slovenski del, pa po izumrtju celjskih knezov in goriških grofov (1456 oziroma 1500), v celoti pod Habsburžane. Patriarhi so bivali na  beneškem ozemlju, habsburška oblast pa jim praktično ni več dopuščala dostopa na slovenski del patriarhata.
Zadnji, ki je pod patriarhom vizitiral slovenske kraje, je bil patriarhov koadjutor Francesco Barbaro, ki je vizitacijo opravil leta 1593. Celo arhidiakoni so se odtlej v cerkvenih zadevah obračali na papeškega nuncija na Dunaju, ki je škofovske zadeve poverjal škofom iz avstrijskega ozemlja. Najpogosteje so to službo opravljali škofje iz Pična v Istri.

### Lavantinska škofija in jožefinske reforme
V času jožefinskih reform za časa cesarja Jožefa II. sta bili lavantinski škofiji priključeni župniji v Velikovcu (1786) in v Celju (1789), vse župnije na Štajerskem, severno od Drave, pa so pripadle Sekovski škofiji, (prednici Graške škofije). Da bi lahko škof bolje upravljal zelo obsežno škofijo, so bile leta 1859 koroške župnije prenesene pod upravo Krške škofije, v zameno zanje pa so lavantinski škofiji pripadle župnije v Mariboru in njegovi okolici. Takoj po tej spremembi je škof Anton Martin Slomšek prestavil lavantinski škofijski sedež v Maribor. Župnije lavantinske škofije, ki so po prvi svetovni vojni ostale v Avstriji, so bile priključene Krški škofiji ali Sekovski škofiji.

### Ustanovitev škofije
Novodobna Škofija Celje je bila ustanovljena 7. aprila 2006, ko je papež Benedikt XVI. z bulo Varia inter munera škofijo izločil iz dotedanje Škofije Maribor, slednjo pa povišal v nadškofijo in sedež metropolije. Uradno je bila razglašena 21. maja istega leta. V škofiji se nahaja tudi največja cerkev v Sloveniji, to je Cerkev svetega Mohorja in Fortunata, sicer župnijska cerkev Župnije Gornji Grad. Najvišje ležeče svetišče je kapela sv. Cirila in Metoda, Podveža (1780 mnm) na Molički planini in spada pod Župnijo Luče. Najvišji vrh škofije je Koroška Rinka (2433 mnm), ki se nahaja na meji z Nadškofijo Ljubljana. Najbolj severna župnija je Župnija Zavodnje, najbolj južna Župnija Dobova, najbolj zahodna Župnija Solčava in najbolj vzhodna Župnija Sveti Rok ob Sotli.
Glavna škofijska ustanova je Duhovno-prosvetni center Dom sv. Jožefa, lociran na vzpetini pri cerkvi sv. Jožefa nad Celjem (Jožefov hrib ali Kalvarija), kje je mdr. tudi škofijska orglarska šola.

## Organizacija
Škofija je bila do reorganizacije 1. septembra 2021 razdeljena na 4 naddekanate, ki so bili nadalje razdeljeni na 11 dekanij. Z reorganizacijo so bili naddekanati ukinjeni, dekanije pa združene po dve ali tri skupaj. Od takrat je škofija razdeljena na 5 dekanij, v katerih je vključenih 112 župnij:
- Dekanija Celje - Nova Cerkev (17 župnij)
- Dekanija Gornji Grad - Šaleška dolina (21 župnij)
- Dekanija Kozje - Rogatec - Šmarje pri Jelšah (31 župnij)
- Dekanija Laško - Videm ob Savi (28 župnij)
- Dekanija Žalec - Braslovče (15 župnij)

V škofiji živi 287.529 prebivalcev, od tega je 235.367 rimokatoličanov (81,85 %; vir 2006). Tu deluje 105 duhovnikov in 44 redovnikov oziroma redovnic.